# Reabsorpcja fotonu

Dla izolowanej cząstki

W zderzeniu elektron-elektron

Reabsorpcja fotonu – zjawisko pochłaniania wirtualnego fotonu wyemitowanego przez cząstkę obdarzoną ładunkiem elektrycznym. Emisja i reabsorpcja fotonu może wystąpić zarówno dla izolowanej cząstki, jak i podczas oddziaływania z inną cząstką naładowaną. Uwzględnienie tego zjawiska daje możliwość konstruowania różnych diagramów Feynmana dla oddziaływania cząstek. Umożliwia to uwzględnienie wszystkich procesów związanych z danym oddziaływaniem i w efekcie – obliczenie prawdopodobieństwa tego oddziaływania.